# 李磐石
李磐石（英語：Peter Paul Li Pan-shi；1911年7月12日—2007年1月4日；聖名：若望），是天主教中國籍神父，中國天主教愛國會自選自聖江門教區主教（1981年-1997年）。

## 生平
李磐石出生於1911年7月12日，在清朝廣東省廣州。1944年7月，李磐石在33歲時晉鐸。
1949年10月1日，中國共產黨在中國大陸地區建立中華人民共和國，並開始針對天主教進行宗教迫害及打壓，教會已經無法正常功能。1966年至1979年的文化大革命期間，教區所有宗教活動停止。1980年代初，汕頭教區續步恢復運作。
1981年，由中國政府控制的組織中國天主教愛國會推行和政府強迫下，江門教區未獲教宗准許，自選自聖李磐石為江門教區主教。同年9月27日，李磐石與蔡體遠由山東濟南總教區自選自聖主教宗懷德主禮，四川嘉定教法主教鄧及洲和廣州總教區自選自聖主教葉蔭雲襄禮自選自聖晉牧。事後，因蔡體遠在未獲得時任教宗若望保祿二世准許，自選自聖違反《天主教法典》被絕罰。
李磐石擔任自選自聖主教期間，曾自選自聖襄禮晉牧在1993年的蔡秀峰為廣西梧州教區非法主教。2007年1月4日，李磐石神父在中國廣東省中山逝世，享年95歲。